# Spojené státy americké na Letních olympijských hrách 1964
Spojené státy americké na Letních olympijských hrách v roce 1964 v japonském Tokiu reprezentovalo 346 sportovců, z toho 79 žen a 267 mužů, v 19 sportech.

## Medailisté
| Medaile | Jméno                                                        | Sport         | Soutěž                        |
| ------- | ------------------------------------------------------------ | ------------- | ----------------------------- |
| Zlato   | Družstvo mužů                                                | Basketbal     | Turnaj mužů                   |
| Zlato   | Lesley Bush                                                  | Skoky do vody | Ženy věž 10 m                 |
| Zlato   | Henry Carr                                                   | Atletika      | Muži 200 m                    |
| Zlato   | Rex Cawley                                                   | Atletika      | Muži 400 m překážek           |
| Zlato   | Virginia Duenkel                                             | Plavání       | Ženy 400 m volný způsob       |
| Zlato   | Cathy Ferguson                                               | Plavání       | Ženy 100 m znak               |
| Zlato   | Joe Frazier                                                  | Box           | Muži váha těžká do 81 kg      |
| Zlato   | Jed Graef                                                    | Plavání       | Muži 200 m znak               |
| Zlato   | Bob Hayes                                                    | Atletika      | Muži 100 m                    |
| Zlato   | Fred Hansen                                                  | Atletika      | Muži skok o tyči              |
| Zlato   | Hayes Jones                                                  | Atletika      | Muži 110 m překážek           |
| Zlato   | Michael Larrabee                                             | Atletika      | Muži 400 m                    |
| Zlato   | Dallas Long                                                  | Atletika      | Muži vrh koulí                |
| Zlato   | Edith McGuire                                                | Atletika      | Ženy běh na 200 m             |
| Zlato   | William Mills                                                | Atletika      | Muži 10000 m                  |
| Zlato   | Al Oerter                                                    | Atletika      | Muži hod diskem               |
| Zlato   | Dick Roth                                                    | Plavání       | Muži 400 m polohový závod     |
| Zlato   | Don Schollander                                              | Plavání       | Muži 100 m volný způsob       |
| Zlato   | Don Schollander                                              | Plavání       | Muži 400 m volný způsob       |
| Zlato   | Robert Schul                                                 | Atletika      | Muži 5000 m                   |
| Zlato   | Kenneth Sitzberger                                           | Skoky do vody | Muži prkno 3 m                |
| Zlato   | Sharon Stouder                                               | Plavání       | Ženy 100 m motýlek            |
| Zlato   | Robert Webster                                               | Skoky do vody | Muži věž 10 m                 |
| Zlato   | Wyomia Tyusová                                               | Atletika      | Ženy běh na 100 m             |
| Zlato   | Donna de Varona                                              | Plavání       | Ženy 400 m polohový závod     |
| Zlato   | Otis Drayton Gerald Ashworth Richard Stebbins Bob Hayes      | Atletika      | Muži štafeta 4 × 100 m        |
| Zlato   | Ollan Cassell Michael Larrabee Ulis Williams Henry Carr      | Atletika      | Muži štafeta 4 × 400 m        |
| Zlato   | Sharon Stouder Donna de Varona Lillian Watson Kathleen Ellis | Plavání       | Ženy 4 × 100 m volný způsob   |
| Zlato   | Cathy Ferguson Cynthia Goyette Sharon Stouder Kathleen Ellis | Plavání       | Ženy 4 × 100 m polohový závod |
| Zlato   | Stephen Clark Michael Austin Gary Ilman Don Schollander      | Plavání       | Muži 4 × 100 m volný způsob   |
| Zlato   | Stephen Clark Roy Saari Gary Ilman Don Schollander           | Plavání       | Muži 4 × 200 m volný způsob   |
| Zlato   | Harold Mann William Craig Fred Schmidt Stephen Clark         | Plavání       | Muži 4 × 100 m polohový závod |
| Stříbro | Ralph Boston                                                 | Atletika      | Muži skok daleký              |
| Stříbro | Jeanne Collier                                               | Skoky do vody | Ženy prkno 3 m                |
| Stříbro | Gary Dilley                                                  | Plavání       | Muži 200 m znak               |
| Stříbro | Otis Drayton                                                 | Atletika      | Muži 200 m                    |
| Stříbro | Sharon Finneran                                              | Plavání       | Ženy 400 m polohový závod     |
| Stříbro | Francis Gorman                                               | Skoky do vody | Muži prkno 3 m                |
| Stříbro | Claudia Kolbová                                              | Plavání       | Ženy 200 m prsa               |
| Stříbro | Blaine Lindgren                                              | Atletika      | Muži 110 m překážek           |
| Stříbro | Randy Matson                                                 | Atletika      | Muži vrh koulí                |
| Stříbro | Edith McGuire                                                | Atletika      | Ženy 100 m                    |
| Stříbro | John Nelson                                                  | Plavání       | Muži 1500 m volný způsob      |
| Stříbro | Marilyn Ramenofsky                                           | Plavání       | Ženy 400 m volný způsob       |
| Stříbro | Carl Robie                                                   | Plavání       | Muži 2000 m motýlek           |
| Stříbro | Roy Saari                                                    | Plavání       | Muži 400 m polohový závod     |
| Stříbro | Sharon Stouder                                               | Plavání       | Ženy 100 m volný způsob       |
| Stříbro | John Thomas                                                  | Atletika      | Muži skok vysoký              |
| Stříbro | Willye Whiteová Wyomia Tyusová Marilyn White Edith McGuire   | Atletika      | Ženy štafeta 4 × 100 m        |
| Bronz   | Larry Andreasen                                              | Skoky do vody | Muži prkno 3 m                |
| Bronz   | Robert Bennett                                               | Plavání       | Muži 200 m znak               |
| Bronz   | Daniel Brand                                                 | Zápas         | Muži volný styl do 87 kg      |
| Bronz   | Charles Brown                                                | Box           | Muži pérová váha do 57 kg     |
| Bronz   | Robert Carmody                                               | Box           | Muži váha muší do 51 kg       |
| Bronz   | William Dellinger                                            | Atletika      | Muži 5000 m                   |
| Bronz   | Virginia Duenkel                                             | Plavání       | Ženy 100 m znak               |
| Bronz   | Kathleen Ellis                                               | Plavání       | Ženy 100 m volný způsob       |
| Bronz   | Thomas Gompf                                                 | Skoky do vody | Muži věž 10 m                 |
| Bronz   | Ronald Harris                                                | Box           | Muži lehká váha do 60 kg      |
| Bronz   | Chet Jastremski                                              | Plavání       | Muži 200 m prsa               |
| Bronz   | John Rambo                                                   | Atletika      | Muži skok vysoký              |
| Bronz   | Martha Randall                                               | Plavání       | Ženy 400 m polohový závod     |
| Bronz   | Fred Schmidt                                                 | Plavání       | Muži 200 m motýlek            |
| Bronz   | Terri Stickles                                               | Plavání       | Ženy 400 m volný způsob       |
| Bronz   | Dave Weill                                                   | Atletika      | Muži hod diskem               |
| Bronz   | Mary Willard                                                 | Skoky do vody | Ženy prkno 3 m                |